# Rocky Point (Montana)
Rocky Point és una concentració de població designada pel cens dels Estats Units a l'estat de Montana. Segons el cens del 2000 tenia 107 habitants.

## Demografia
Segons el cens del 2000, Rocky Point tenia 107 habitants, 45 habitatges, i 34 famílies. La densitat de població era de 67,7 habitants per km².
Dels 45 habitatges en un 26,7% hi vivien nens de menys de 18 anys, en un 62,2% hi vivien parelles casades, en un 4,4% dones solteres, i en un 24,4% no eren unitats familiars. En el 17,8% dels habitatges hi vivien persones soles el 8,9% de les quals corresponia a persones de 65 anys o més que vivien soles. El nombre mitjà de persones vivint en cada habitatge era de 2,38 i el nombre mitjà de persones que vivien en cada família era de 2,71.
Per edats la població es repartia de la següent manera: un 21,5% tenia menys de 18 anys, un 4,7% entre 18 i 24, un 19,6% entre 25 i 44, un 35,5% de 45 a 60 i un 18,7% 65 anys o més.
L'edat mediana era de 48 anys. Per cada 100 dones de 18 o més anys hi havia 86,7 homes.
La renda mediana per habitatge era de 41.364 $ i la renda mediana per família de 54.643 $. Els homes tenien una renda mediana de 47.969 $ mentre que les dones 26.250 $. La renda per capita de la població era de 17.576 $. Cap de les famílies i el 20% de la població estaven per davall del llindar de pobresa.

## Poblacions més properes
El següent diagrama mostra les poblacions més properes.